# Retrat d'Adele Bloch-Bauer I
Retrat d'Adele Bloch-Bauer I és una pintura a l'oli realitzada per Gustav Klimt el 1907 i actualment exposada a la Neue Galerie de Nova York.
Aquest quadre va ser venut per 135 milions de dòlars a Ronald Lauder, propietari de la Neue Galerie, el juny del 2006, la qual cosa el va convertir en aquell moment en la pintura més cara del món.
Klimt va tardar tres anys a completar aquest quadre, que està fet amb oli, or i plata sobre tela, amb una ornamentació elaborada i complexa, tal com es veu en la resta d'obres del Jugendstil. Klimt va ser membre de la Secessió de Viena, un grup d'artistes que van trencar amb la forma tradicional de pintar. L'obra va ser realitzada a Viena, encarregada per Ferdinand Bloch-Bauer.

## Propietat de l'obra

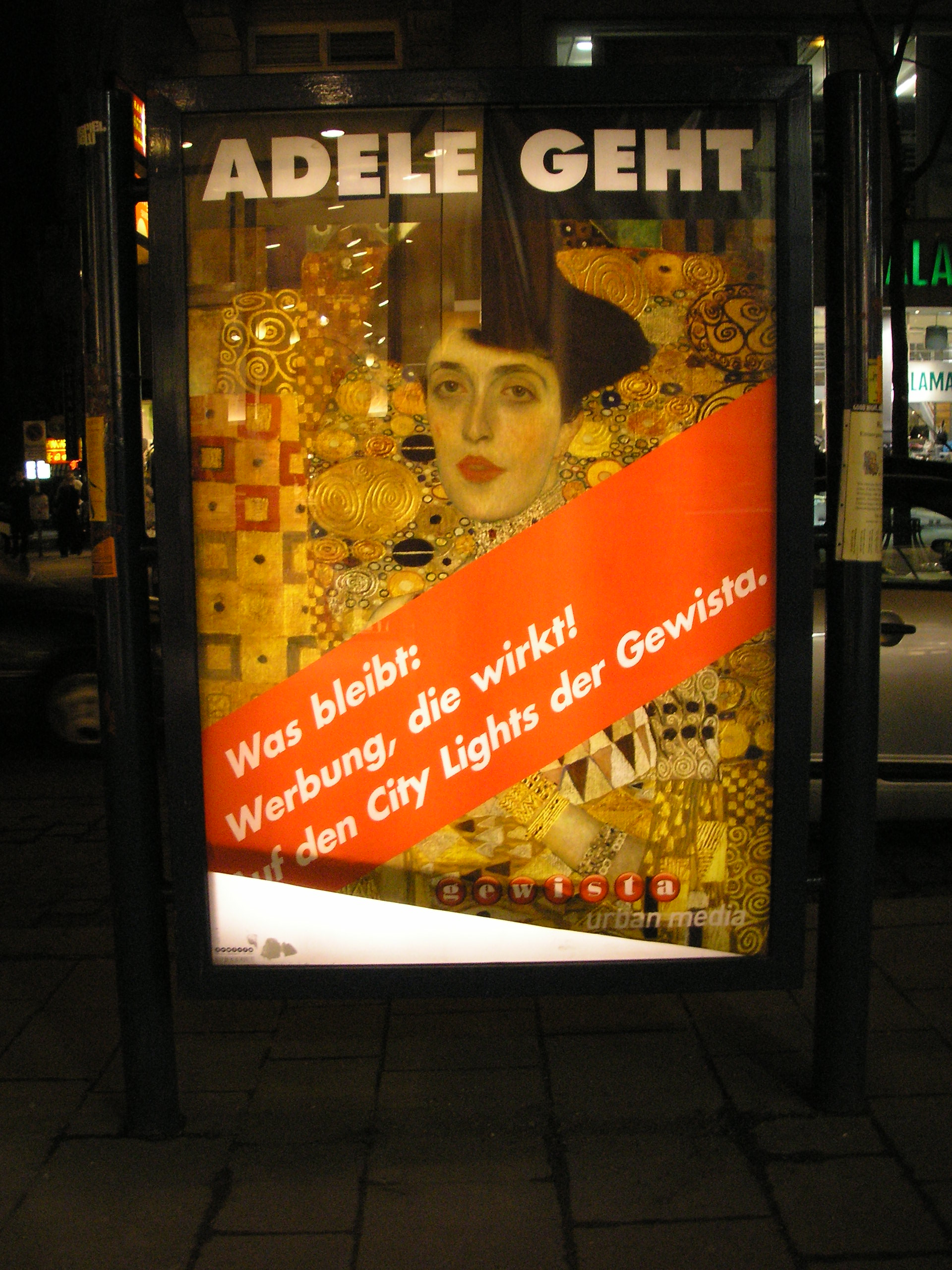
Cartell públic que anunciava la sortida d'aquest quadre d'Àustria

Segons les fonts austríaques, en el seu testament, Adele Bloch-Bauer va demanar al seu marit que donés les pintures de Klimt al Österreichische Galerie Belvedere després de la mort d'ella. Adele morí l'any 1925 d'una meningitis. Quan els nazis van prendre el poder a Àustria, el seu marit vidu va haver de fugir a Suïssa. Les seves propietats, incloses els quadres de Klimt, van ser confiscades. L'any 1945, en el seu testament, Bloch-Bauer en designà els seus nebots i nebodes, inclosa Maria Altmann, com els hereus.
Aquesta pintura va ser confiscada pels nazis durant l'Anschluss, i més tard es va mostrar a l'Österreichische Galerie Belvedere.
L'any 2000, després dels impediments administratius austríacs a la sol·licitud que havia fet de restitució de les pintures, Maria Altmann presenta demanda contra Àustria en el Tribunal Suprem dels Estats Units per la propietat del Retrat d'Adele Bloch-Bauer I i altres pintures de la col·lecció del seu oncle. Pel fet que les pintures dels Bloch-Bauer havien romàs a Àustria, el govern austríac va mantenir la posició que el testament d'Adele Bloch-Bauer havia determinat que aquelles pintures havien de romandre allà. Després d'una batalla judicial, els jutges austríacs establiren l'any 2006 que Maria Altmann era la propietària autèntica d'aquesta i les altres quatre pintures de Klimt.
El juny del 2006, aquesta obra va ser venuda per 135 milions de dòlars per part de Ronald Lauder a la Neue Galerie de la ciutat de Nova York, i en aquell moment va tenir el rècord del quadre venut a un preu més alt. Es va mostrar a la Neue Galerie des de juliol del 2006.
Hi va haver algunes crítiques en el món de l'art per la seva decisió de vendre totes les pintures restituïdes i la seva relació amb l'Holocaust.
Amb relació a aquest tema, l'any 2015 es va filmar una pel·lícula titulada La dama d'or, protagonitzada per Hellen Mirren, com Maria Altmann, Ryan Reynolds, com l'advocat, i Daniel Brühl com el seu col·laborador austríac.